# Taquipirenda Airport
Taquipirenda Airport är en flygplats i Bolivia.   Den ligger i departementet Santa Cruz, i den sydöstra delen av landet, 260 km sydost om huvudstaden Sucre. Taquipirenda Airport ligger 714 meter över havet.
Terrängen runt Taquipirenda Airport är platt åt sydost, men åt nordväst är den kuperad. Trakten runt Taquipirenda Airport är nära nog obefolkad, med mindre än två invånare per kvadratkilometer.. Närmaste större samhälle är Boyuibe, 18,1 km sydväst om Taquipirenda Airport.
I omgivningarna runt Taquipirenda Airport växer i huvudsak lövfällande lövskog.